# پیراهن و تنبان

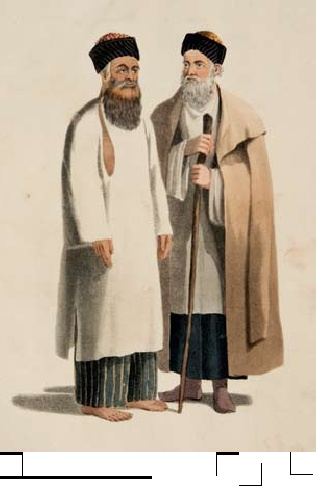
مردان درانی در جنوب افغانستان (۱۸۴۲) که لباس سنتی پیران تنبان پوشیده‌اند.

پیراهن و تنبان (گویش محلی: پیران تُنبان یا پیران تُمبان) نوعی از لباس مردانه است که به صورت سنتی توسط مردان افغانستان و پاکستان پوشیده می‌شود.

## طراحی

### سنتی

#### پیراهن/ پیران
پیراهن (بخش بالایی) شل و پهن است و آستین‌های آن شل و گشاد است. پیراهن‌های سنتی با توجه به مناطق مختلف افغانستان متفاوت هستند، برخی از آنها در زانو ختم می‌شوند و برخی دیگر در نیمه راه بین ساق پا و پاها (که در این صورت شکاف‌های کوچکی ایجاد می‌شود). پیراهن سنتی همچنین دکمه‌هایی بر روی هر دو شانه دارد، بی‌یقه است و به سست ایجاد شده. پیراهن سنتی همچنین گشاد است اما بخش کمر آن به بدن نزدیک است و پس از آن شل و کامل به سمت زانو می‌افتد.

#### تنبان/ تونبان
تنبان (شلوار) شل و معلق پوشیده می‌شود. برخی از نسخه‌های تنبان چین‌های زیادی در قسمت پایین پاها زیر زانو تا مچ پا و قسمت بالایی دارند. تنبان بنابراین از مواد زیادی استفاده می‌کند تا در اطراف کمر جمع شود و در اطراف پاها قرار گیرد.

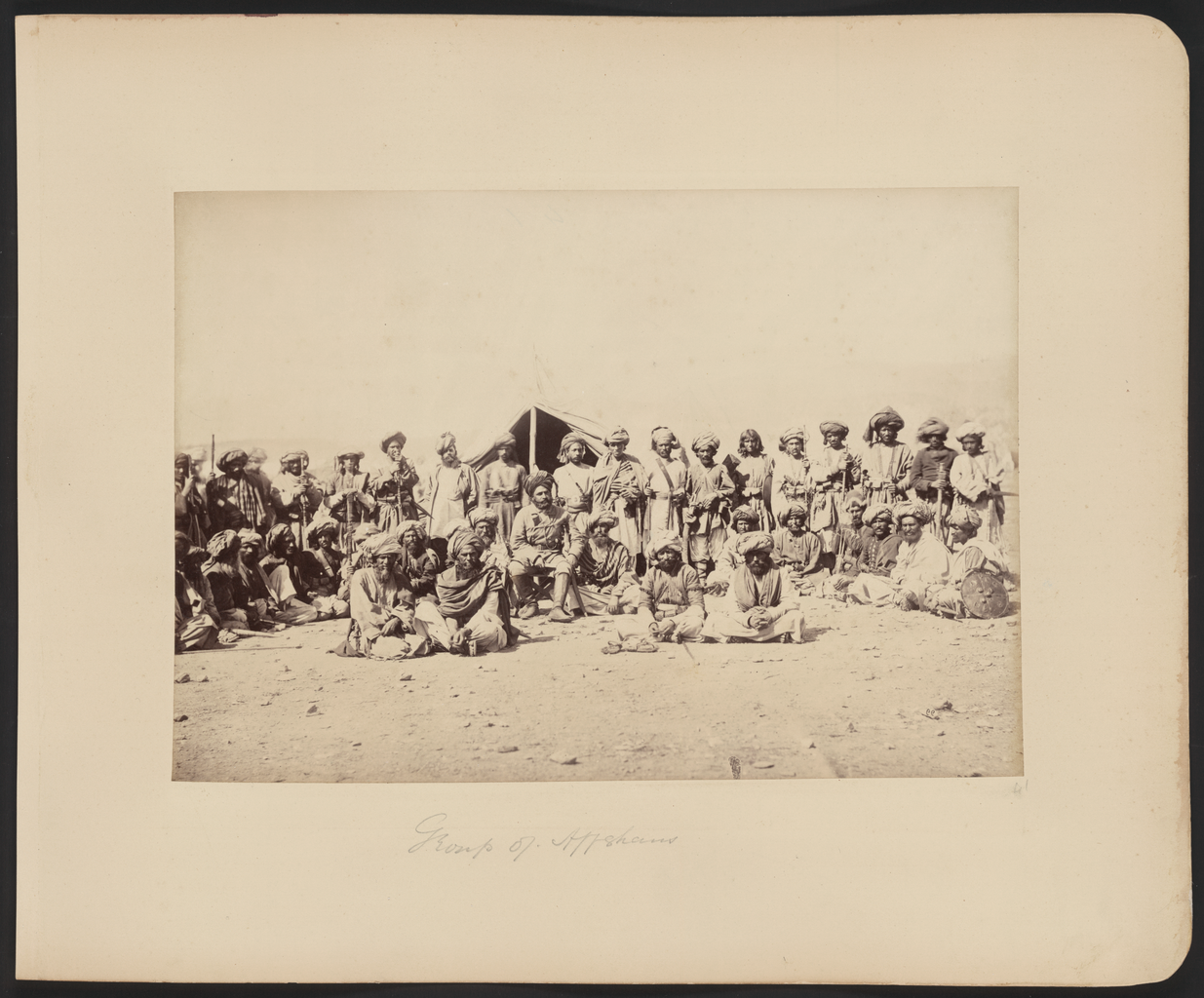
گروه مردان افغانستان در پیران تنبان
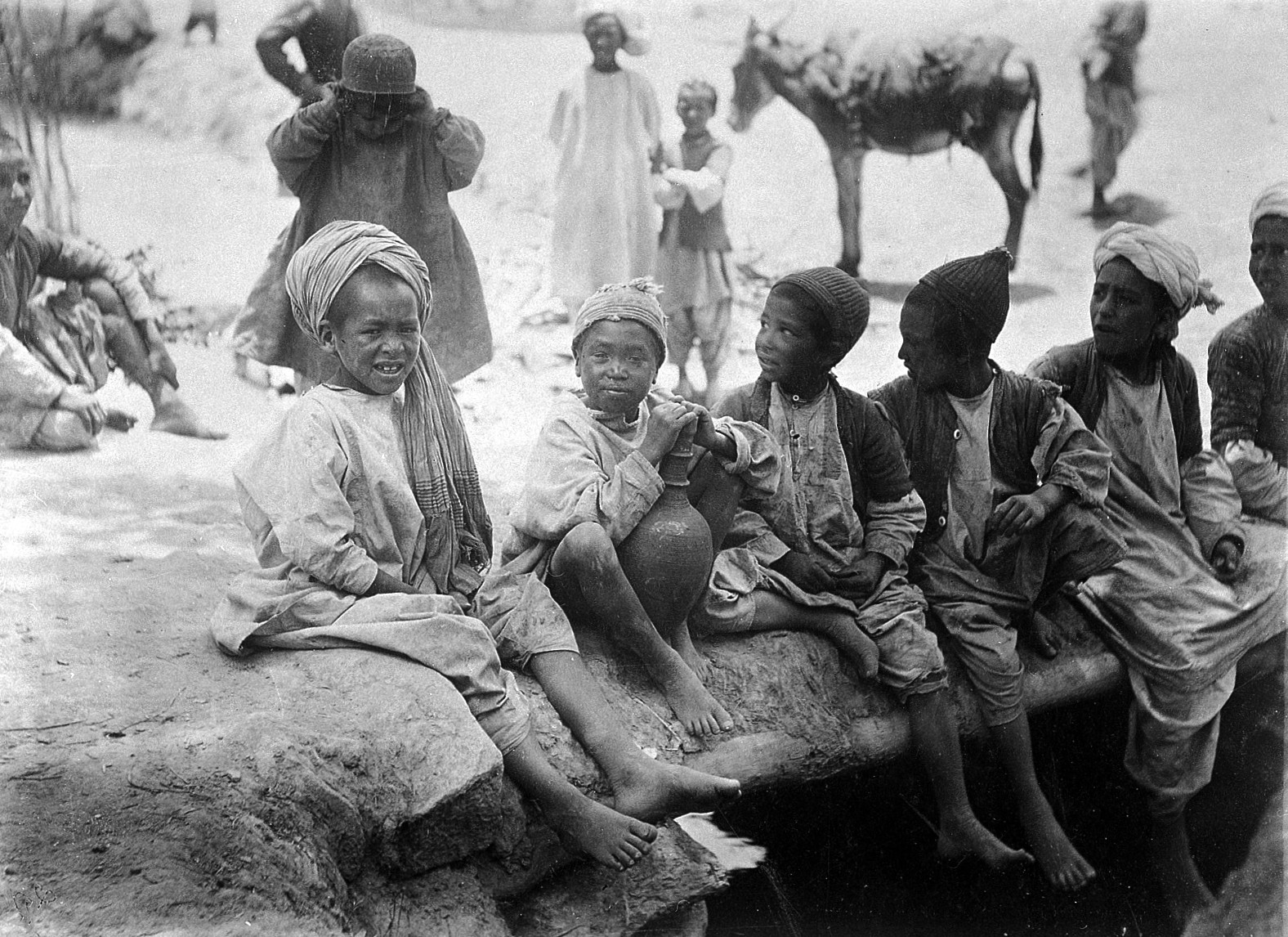
گروهی از کودکان نشسته در یک ردیف
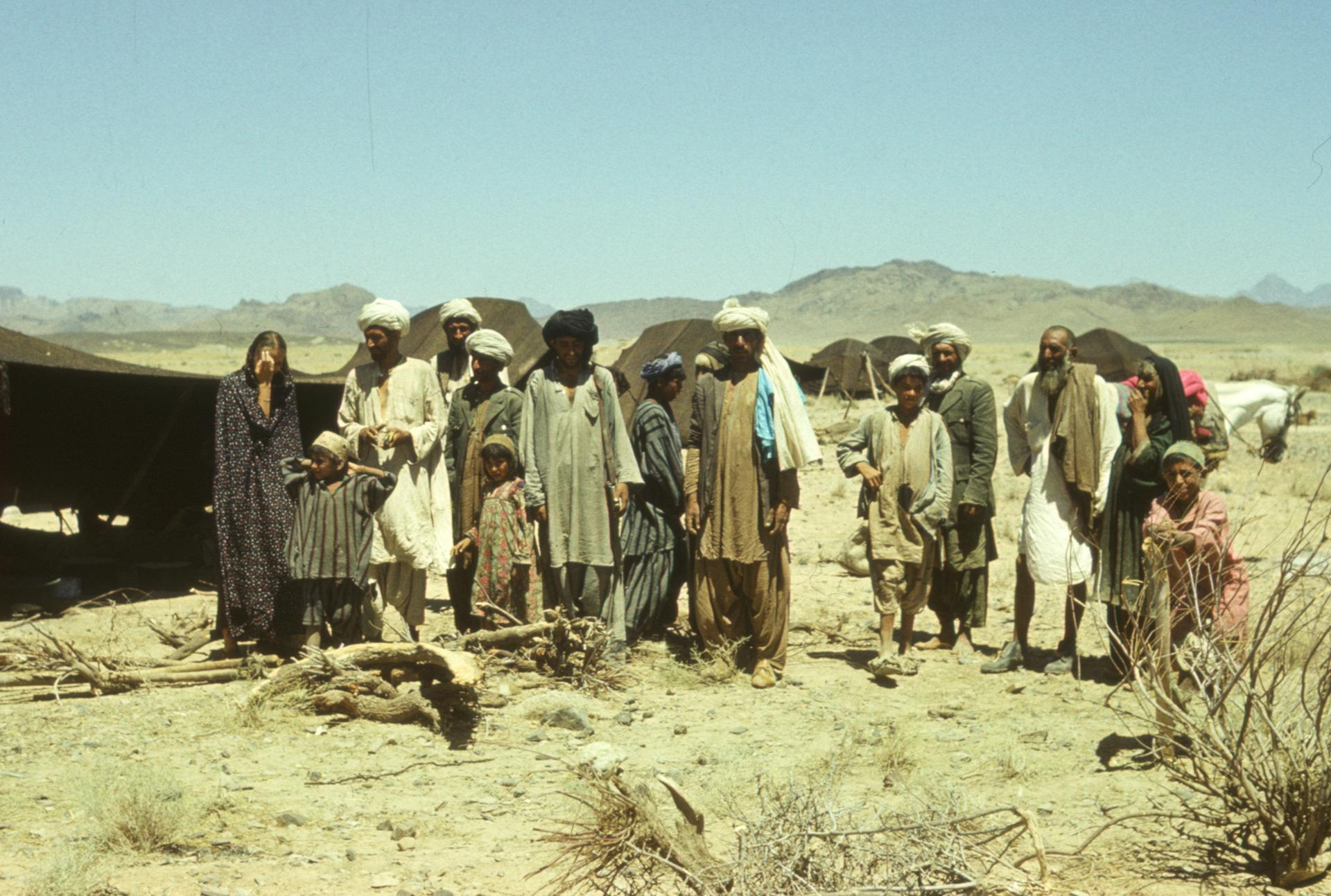
مردان و پسران در پیران تنبان
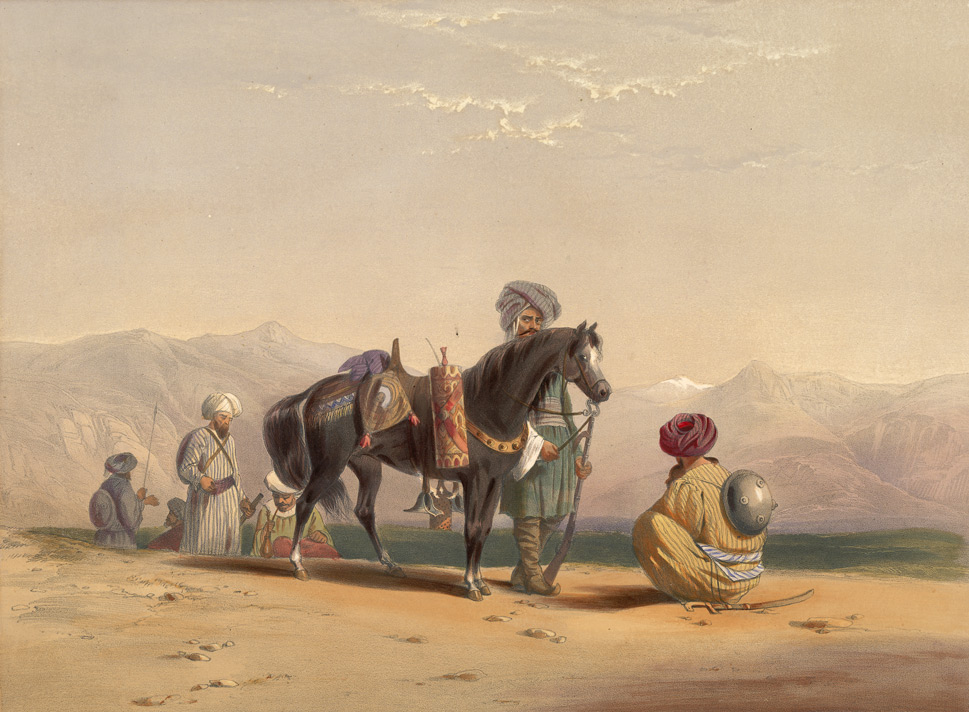
سواره نظام افغانستان در سال‌های ۱۸۳۹-۴۲

### نسخه مدرن
پیران تونبان مدرن برخی از ویژگی‌های سنتی را حفظ کرده اما شبیه به برش مستقیم شلوار قمیض است. برخی از سبک‌ها نیز دکمه‌های بازی در جلو دارند.
پیران تونبان مدرن از شکاف‌های جانبی استفاده می‌کند. با این حال، بر خلاف برش مستقیم کامیز، دو طرف از پیراهن مانند یک قوس بریده می‌شوند. تونبان می‌تواند پهنای تقریباً یک متری دارد.

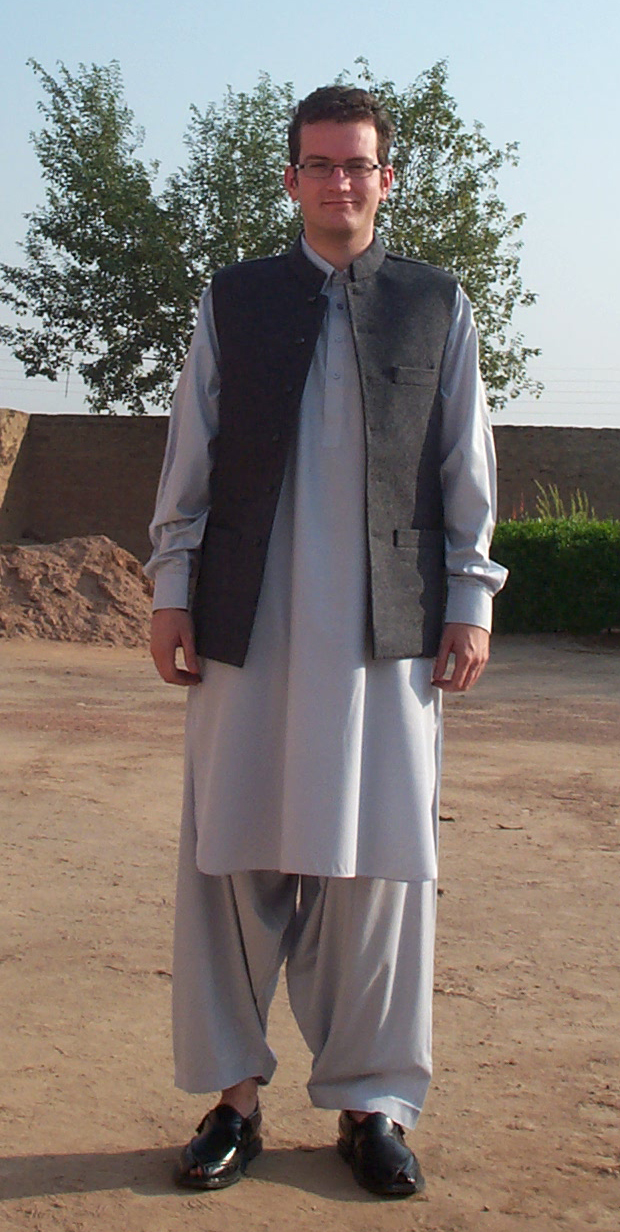
لباس‌هایی که اکثر مردان پشتون در افغانستان و اکثر مردان در پاکستان می‌پوشند.
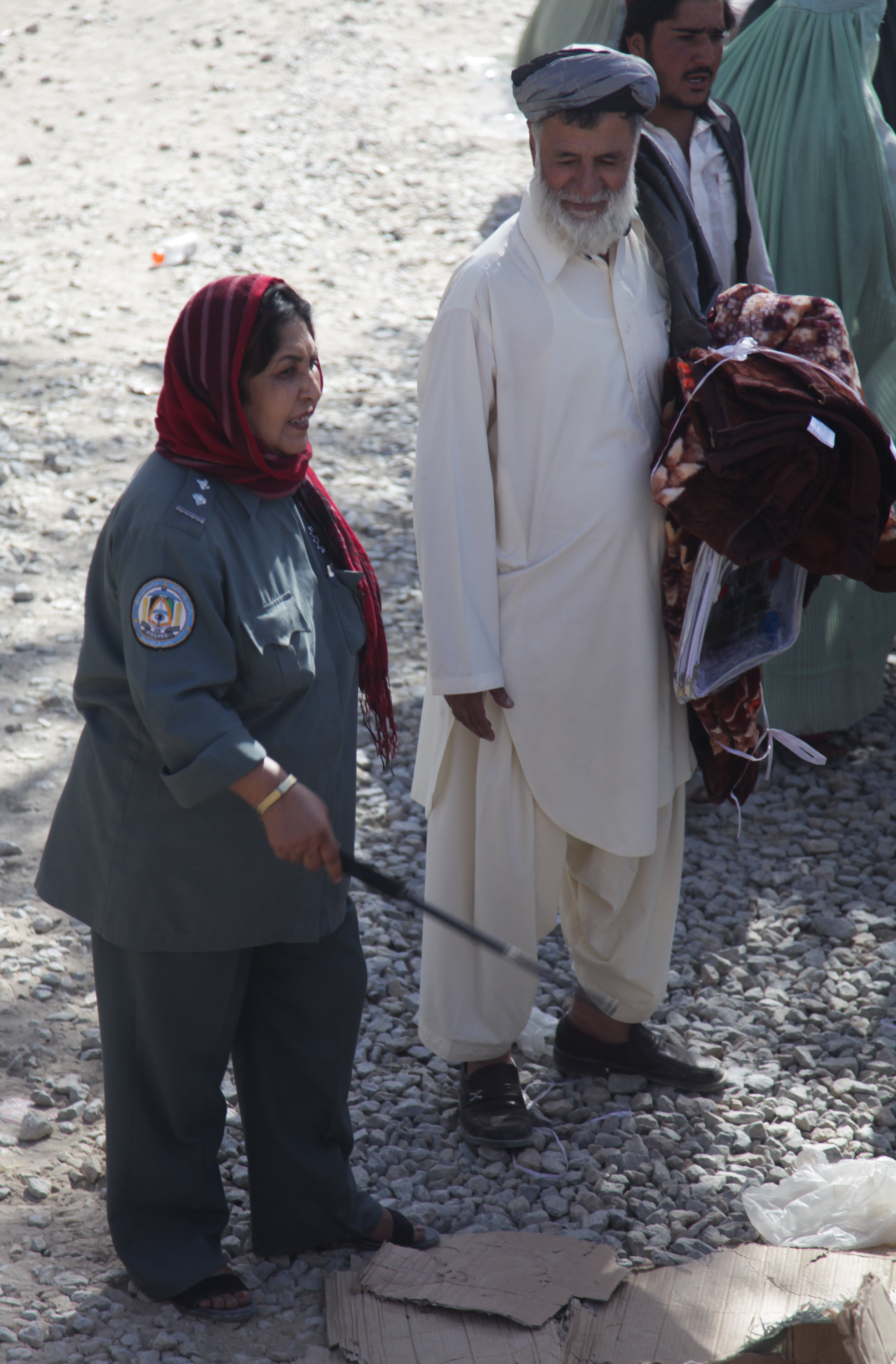
نور هیا افسر پلیس یونیفرم افغان با یک ریش‌سفید در پیراهن تنبان از سپین بولدک، ولایت قندهار، صحبت می‌کند.
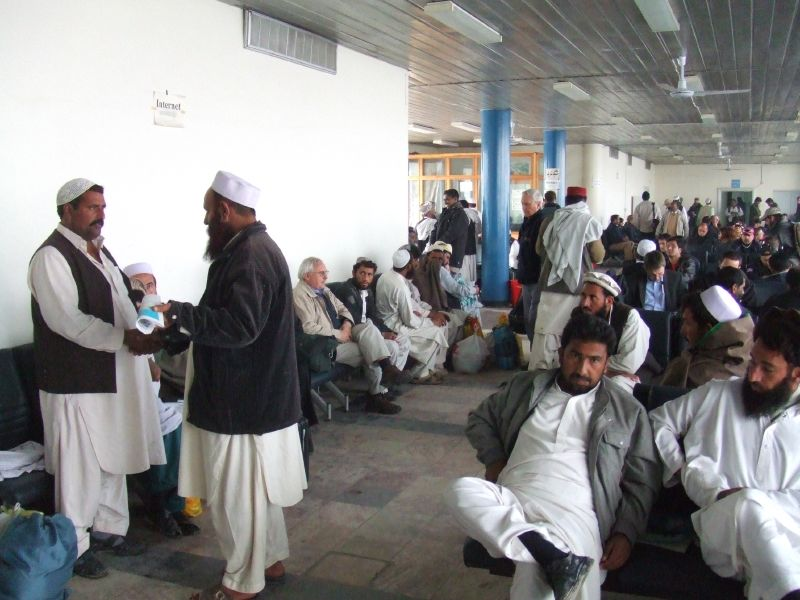
مردان پیران تنبان پوش در میدان هوایی بین‌المللی کابل در افغانستان
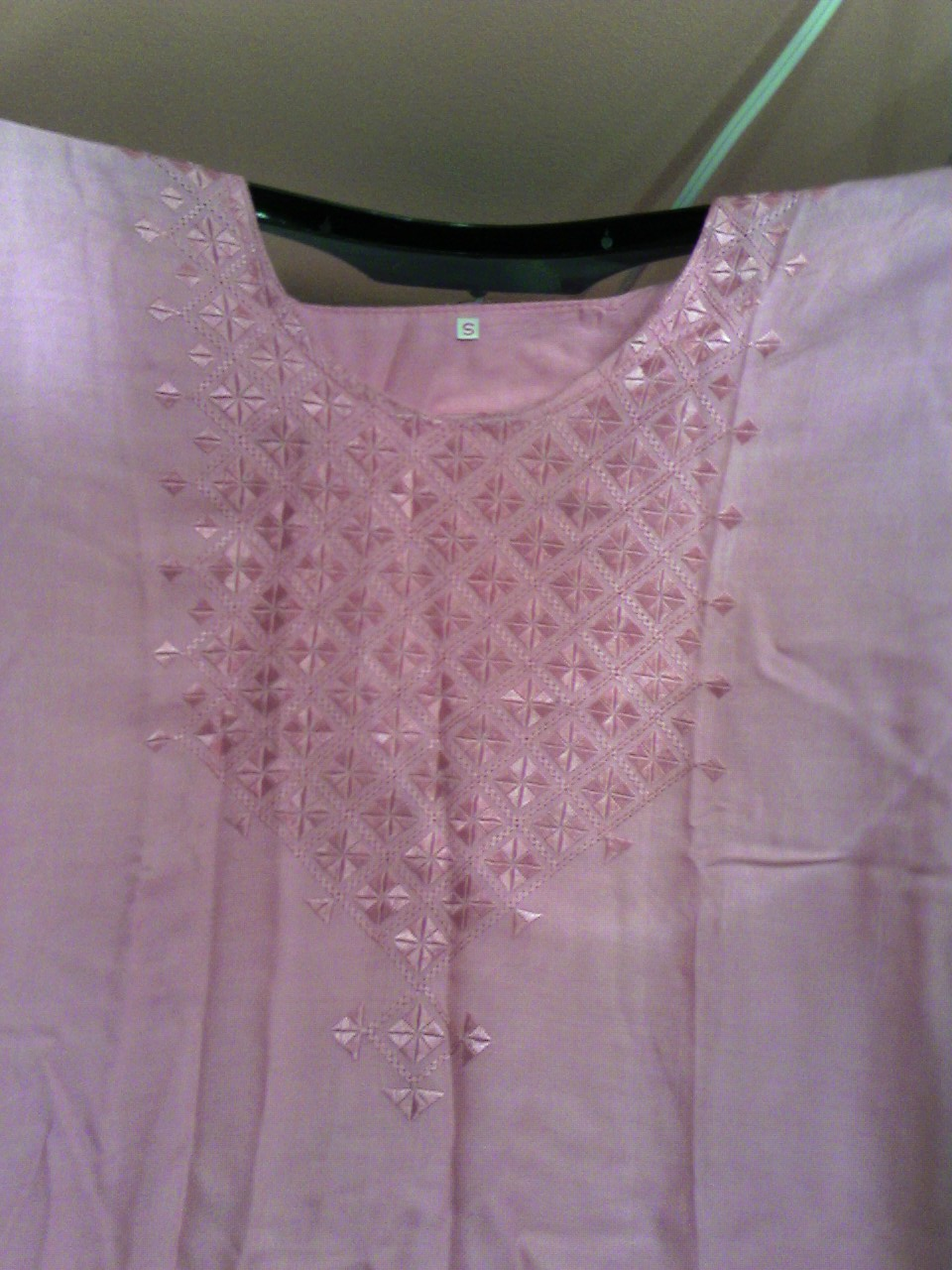
کالای سبک قندهاری

### کالای پتانی
یک نسخه از پیران تنبان شناخته شده به عنوان «کالای کابلی» یا «کالای پتانی» در سال‌های اخیر بسیار محبوب شده‌است. کالای پاتانی یقه و آستین‌های سردست دارند.

### کالای قندهاری
پیراهن تونبان محبوب دوزی‌شده برای مردان نوعی است که در قندهار پوشیده می‌شود. پیراهن در طراحی سنتی دوزی‌شده‌است و تنبان به صورت ساده است. اعتقاد بر این است که این سبک شیک‌ترین برای مد مدرن است. پیراهن مردان تحت الگوهای هندسی متنوع دوزی می‌شوند.

## یادداشت
1. ↑  معمولاً در گویش محلی واژهٔ «و» از نام حذف می‌شود و از آن به صورت پیران تُنبان، پیران تونبان یا گاهی اوقات پیران تمبان، پیران تومبان یاد می‌شود.